# Eugnathogobius
Eugnathogobius là một chi của họ cá Oxudercidae

## Các loài
Chi này hiện hành có các loài sau đây được ghi nhận:
- Eugnathogobius indicus Larson, 2009
- Eugnathogobius kabilia (Herre, 1940)
- Eugnathogobius mas (Hora, 1923)
- Eugnathogobius microps H. M. Smith, 1931
- Eugnathogobius mindora (Herre, 1945) (Stripe-face Calamiana)
- Eugnathogobius siamensis (Fowler, 1934)
- Eugnathogobius stictos Larson, 2009
- Eugnathogobius variegatus (W. K. H. Peters, 1868)